# Орікова
Орікова (рум. Oricova) — село у Калараському районі Молдови. Адміністративно підпорядковане місту Келераш.

## Населення
За даними перепису населення 2004 року у селі проживали 144 особи.
Національний склад населення села:
| Національність | Кількість осіб | Відсоток |
| -------------- | -------------- | -------- |
| молдавани      | 137            | 95,1%    |
| українці       | 4              | 2,8%     |
| росіяни        | 3              | 2,1%     |
| Всього         | 144            | 100%     |